# Щедрое дерево
«Щедрое дерево» — книжка с картинками американского писателя Шела Силверстайна, опубликованная в 1964 году. Притча о любви и самопожертвовании стала одним из наиболее известных произведений Силверстайна, многократно переиздавалась и переводилась на десятки языков. Существует три русских перевода книги.
В оригинальном издании книги чёрно-белые иллюстрации автора и цветная обложка.

## Сюжет
Дерево (в русском переводе «яблоня») любило маленького мальчика, который часто играл возле него. Оно было счастливо, когда мальчик был рядом и когда Дерево могло чем-то ему помочь. Когда мальчик повзрослел и стал реже бывать у дерева, оно грустило.
Однажды выросший молодой человек сказал, что ему нужны деньги, и тогда Дерево отдало ему все свои яблоки, чтобы он продал их.
Через много лет уже зрелый мужчина сказал, что ему нужен дом, чтобы завести семью, и тогда Дерево отдало ему все ветви, чтобы он построил дом.
Ещё через много лет пожилой человек сказал, что ему нужна лодка, чтобы уплыть в тихое место, и тогда Дерево предложило ему свой ствол, чтобы он сделал лодку.
В конце книги к Дереву, ставшему пнём, приходит старик. Дерево говорит, что уже ничего не может дать ему, но старику нужно только присесть отдохнуть. Он садится на то, что осталось от Дерева, и Дерево счастливо от этого.

## Издания на русском языке

Обложка советского издания (1983)

Первый русский перевод книги вышел в 1983 году: это был перевод-пересказ Виктора Рамзеса, причём с иллюстрациями Виктора Пивоварова (а не самого Силверстайна).
В 1991 году вышел новый перевод Марины Дубровской; в издание «Рудомино» вошёл и оригинальный английский текст книги. Перевод Дубровской был переиздан в 2007 году издательством «ТриМаг».
- Силверстейн Ш. Щедрое дерево / Пересказал с англ. В. Рамзес. Рис. В. Пивоварова. М.: Детская литература, 1983.
- Сильверстайн Ш. Щедрое дерево / Пер. с англ. М. Дубровской. М.: Рудомино, 1991.
- Сильверстайн Ш. Щедрое дерево / Пер. с англ. М. Дубровской // Мы разные — но мы дружим! М.: Рудомино, 2003.
- Силверстейн Ш. Щедрое дерево / Рис. В. Пивоварова // Планета-семья. — 2004. — № 4. — С. 13—15.[1]
- Сильверстайн Ш. Щедрое дерево / Пер. с англ. М. Дубровской. М.: ТриМаг, 2007. — 64 с.

В 2020 году вышел перевод от Авнера Гельфанда (сделанный с иврита), озаглавленный как «Великодушное дерево».

## Интерпретации
Простая история, рассказанная в книге, породила множество интерпретаций, в том числе религиозных. Так, существует мнение, что в образе жертвующего собой Дерева выступает Иисус Христос, причём поддержку этой версии находят и в символике цветов на обложке книги (красный и зелёный, основные цвета Рождества). С другой стороны, роль Дерева может оцениваться и отрицательно: поскольку оно выполняет любой каприз мальчика, в этом иногда видят потакание его эгоистическим наклонностям. Также в книге видят предостережение против бездумного использования природных ресурсов: забирая всё, что даёт Дерево, мальчик лишает себя возможности пользоваться его плодами в будущем. Деятели феминизма, обращая особое внимание на то, что Дерево в книге описывается в женском роде, усматривают в данном случае традиционный образ угнетённой женщины (матери по отношению к сыну или жены по отношению к мужу). Сам автор избегал какой-либо определённости в трактовке своей книги, утверждая, что в ней речь идёт «просто о взаимоотношениях между двумя людьми: один отдаёт, а другой берёт».
В 1995 году, вскоре после 30-летнего юбилея книги, в журнале «First Things» была опубликована подборка материалов «The Giving Tree: A Symposium», в котором эксперты из разных областей выступали со своими интерпретациями произведения.

## Экранизации
Существует несколько адаптаций книги:
- The Giving Tree (США, 1973)[3] — 10-минутный мультфильм в стилистике оригинальных рисунков; текст читает Сильверстайн, который также сочинил для мультфильма музыку и выступил в роли продюсера
- De boom die gaf (Бельгия, 2002)[4] — 5-минутный мультфильм
- The Giving Tree (2007)[5] — 5-минутный видеофильм

Кроме того, «Щедрое дерево» послужило источником вдохновения для фильма Спайка Джонза «Я здесь», также посвящённого теме самопожертвования.

## Театр
- Счастливое дерево (Россия, Санкт-Петербург, 2012) — Большой театр кукол; режиссёр — Андрей Сидельников

## Дополнительные факты
- В фильме Дэвида Мэмета «Испанский узник» (1997) имеется сцена, в которой девочка роняет у ног главного героя книгу «Щедрое дерево».
- В начале обзора Ностальгирующего критика (Nostalgia Critic) на фильм «Лоракс» пародируется произведение «Щедрое дерево».
- Грут, персонаж вселенной Marvel, частично основан на главном персонаже книги[источник не указан 2507 дней].